# GNU Manifesto

GNU-Logo

Das GNU Manifesto wurde von Richard Stallman geschrieben und im März 1985 im Dr. Dobb’s Journal der Softwarewerkzeuge publiziert. Dieses Werk diente als Erklärung für die Ziele und Definitionen des GNU-Projekts und als Aufruf zur Beteiligung und Unterstützung an der Entwicklung von GNU (einem freien Computerbetriebssystem). Innerhalb der Freien-Software-Bewegung wird dieses Werk als elementare philosophische Quelle zum Thema GNU hoch geschätzt. Der komplette Text befindet sich in manch freier Software wie z. B. Emacs und ist öffentlich zugänglich.

## Überblick
Das GNU Manifesto beginnt mit dem Skizzieren der Ziele des Projekts GNU (GNU steht für „GNU's Not Unix“ z. Dt. GNU ist nicht Unix). Der Inhalt von GNU – zum Zeitpunkt des Werks – wird im Manifest detailliert beschrieben. Richard Stallman gibt dort eine durchdachte Rechtfertigung der Wichtigkeit und der Vorteile in der Verwirklichung des Projektes an. Einer der Hauptpunkte hinter dem GNU-Projekt – laut Stallman – ist der (zu dieser Zeit) rapide Trend hin zur Propritarisierung von Unix und seinen diversen Komponenten. Später im Text wird beschrieben, wie so ziemlich jeder vom Projekt profitieren würde. Im Wesentlichen teilt sich dies in zwei Punkte ein und zwar in die Vorteile der Beitragenden und die Vorteile der Konsumenten/Gemeinschaft als Ganzes. In anderen Worten, Softwareentwickler (also Beitragende) können unter GNU-Bestimmungen den Quellcode modifizieren, verbessern, korrigieren etc., dadurch beteiligen sie sich aktiv an der Stabilität und am Feature-Set der Software. Zusätzlich können Entwickler GNU lizenzierten Code in ihren eigenen Applikationen nutzen. Der zweite Teil von diesem Kapitel erklärt, wie nicht nur Entwickler davon profitieren können, sondern auch Endnutzer. Der durchwegs allgemeine Trend ist, dass – laut Autor – jeder von den vom Projekt gesteckten Zielen profitiert. Ein ziemlich großer Anteil des GNU Manifesto fokussiert sich auf die Entkräftung möglicher Bedenken an den GNU-Zielen. Die beschriebenen Bedenken umfassen zum Beispiel, dass ein Programmierer einen Lebensunterhalt verdienen muss, die Probleme, freie Software zu bewerben, und das vermeintliche Bedürfnis, nach Profit zu streben. Zum Abschluss kann man sagen, dass das Meiste des Textes die Erklärung ist, wie die freie Softwarephilosophie funktioniert und warum es eine gute Entscheidung für die Technologieindustrie ist, dieser zu folgen.